# Sagrada Família de Navars
Sagrada Família de Navàs és una església del municipi de Navars (Bages) inclosa en l'Inventari del Patrimoni Arquitectònic de Catalunya.

## Descripció
L'església parroquial de Navàs és un edifici d'una àmplia nau central, amb un transsepte molt marcat. De gran alçada i construïda en diferents etapes, respon al disseny original projectat a finals del s.XIX. En un estil que podem qualificar d'esteticista-eclèctic, centra la plaça que porta el seu nom i constitueix un element característic de Navars.

## Història
L'any 1897 fou beneïda la primera l'església de Navàs amb caràcter de tinença parroquial. El Municipi era encara Castelladral, però el raval de "Les Cases de Navàs" creixia espectacularment al peu del Llobregat. L'any 1906 esdevingué parròquia independent. Malmesa el 6 d'octubre de 1934, un cop acabada la Guerra Civil començà una restauració, primerament a l'interior i el 1950 començà l'ampliació dirigida per l'arquitecte barceloní A. Tintoré. El 31 de desembre de 1979 es beneí l'altar dissenyat per J.B. Torres.